# Xã Toronto, Quận Woodson, Kansas
Xã Toronto (tiếng Anh: Toronto Township) là một xã thuộc quận Woodson, tiểu bang Kansas, Hoa Kỳ. Năm 2010, dân số của xã này là 567 người.